# Pianificazione aziendale integrata
La pianificazione aziendale integrata (o pianificazione del business integrata, in inglese integrated business planning) è un processo di pianificazione che integra due o più funzioni in un'entità aziendale o governativa riferita come ad una impresa che massimizza il valore finanziario.
Le specifiche aree funzionali di una società come del suo dominio industriale associato definisce il tipo specifico di processo di pianificazione aziendale integrata.
Tra questi processi, per esempio vi sono:
- pianificazione delle vendite e delle operazioni
- analisi della cura della salute
- gestione delle prestazioni aziendali strategiche
- pianificazione e programmazione in più fabbriche di un impianto industriale.

## Componenti
La pianificazione aziendale integrata necessita dei seguenti aspetti per essere attivata:
a) modello d'impresa
- capacità di creare un modello di catena della domanda
- capacità di creare un modello di catena della distribuzione
- Capacità di creare un modello di catena finanziaria

b) pianificazione integrata
- capacità di creare un piano con funzioni multiple
- capacità di creare piani collaborativi e predittivi

c) ottimizzazione d'impresa
- capacità di creare piani ottimizzati attraverso vincoli multipli
- capacità di creare integrazione finanziaria attraverso l'ottimizzazione

## Applicazioni
La pianificazione aziendale integrata è stata usata per modellare ed integrare gli sforzi di pianificazione in un numero di applicazioni, tra cui:
- profittabilità del prodotto
- profittabilità del cliente
- spese in conto capitale
- operazioni di produzione
- catena di distribuzione
- processi aziendali (umani e informativi)
- politiche aziendali
- curve di domanda del mercato
- strategia competitiva

Tutte possono essere sintetizzate come cai d'uso d'ottimizzazione d'impresa.